# Minute to Win It
Minute to Win It var ett underhållningsprogram på NBC. En svensk version sändes vintern 2010 under titeln Minuten. Programmet hade premiär på NBC med dubbla avsnitt, söndagen den 14 mars 2010, 19.00 EST. Därefter visades nya avsnitt varje söndag och onsdag, 20.00 EST. Den 5 april 2010 meddelade NBC att en andra säsong kommer att produceras. Under sommaren 2010 sänds en spin-off under namnet The Summer of Minute to Win It från 7 juli och kommer att pågå till september. Programledare var Guy Fieri.

## Spelet
För att komma upp en nivå, måste den tävlande att lyckas med en utmaning inom en tidsfrist på en minut. Efter minuten har gått, eller villkoret inte kan uppfyllts, förlorar den tävlande ett liv. Om tävlande förlorar tre liv, slutar spelet och den tävlande vinster avslutar spelet. Klarar inte den tävlande den första nivån får den inga pengar, alls, den tävlande vinner 1 000 dollar om den klarar första nivån, 50 000 om femte nivån klaras eller 250 000 dollar om man klarade åttonde nivån. Svårighetsgraderna ökar för varje nivå.
Efter ett slutförd uppdrag kan den tävlande välja att lämna spelet med sina pengar som intjänats. Om den tävlande väljer utmaning, måste den tävlande spela klart nivån. Första säsongen fanns det bara en säkerhetsnivån på 50 000 dollar.

## Tvisten mellan BUMP Productions och Friday TV
I oktober 2012 stämde det danska företaget Banner Universal Motion Pictures (BUMP Productions) det Stockholmsbaserade utvecklingsbolaget Friday TV i Stockholms tingsrätt. BUMP Productions ägare, Derek Banner, påstod sig ha skapat ett format som liknar Minuten och presenterat det för Friday TV redan 2005. BUMP Productions sökte 15 miljoner kronor i skadestånd för bland annat varumärkes- och upphovsrättsintrång. Friday TV avvisade alla anklagelser från Banner.
I mars 2014 dömde Stockholms tingsrätt till förmån för Friday TV och BUMP Productions dömdes att betala Friday TV:s rättegångskostnader om 1,1 miljoner kronor. Ett överklagande från Bump Productions till hovrätten i Sverige avslogs i juni 2014.
BUMP Production överklagade därefter till Högsta domstolen. I överklagandet skrev BUMP att det gjorts grova misstag i hanteringen av bevisning i målen i både tingsrätt och hovrätt. Derek Banner ska även ha JO-anmält tingsrättens domare för partiskhet. BUMP:s överklagande avslogs av Högsta domstolen. 
I augusti 2014 lämnade Bump Productions in en ny stämningsansökan mot Friday TV, produktionsbolaget Meter Film & Television och TV3 vid Stockholms tingsrätt. Stämningsansökan avvisades av tingsrätten i november 2014.